# Dhammananda Bhikkhuni
Chatsumarn Kabilsingh (Bangkok, 6 de outubro de 1944), nome de ordenação Dhammananda Bhikkhuni, é a primeira mulher a se tornar monge budista teravada ordenada da Tailândia. Também é escritora e ativista feminista que promove a igualdade religiosa para bhikkhunis (monjas budistas) no país. É a abadessa do wat Songdhammakalyani, o primeiro templo budista para mulheres e o único templo no país onde as monjas são totalmente ordenadas. Foi classificada como uma das 100 mulheres mais inspiradoras do mundo, pela BBC 100 Women, no ano de 2019.

## Biografia
Dhammananda nasceu na cidade de Bangkok, na Tailândia, no dia 6 de outubro de 1944, como Chatsumarn Kabilsingh. É filha de Voramai Kabilsingh, neta de Mae Che Somcheen e mãe de 3 filhos. Quando tinha 10 anos, sua mãe fez a ordenação inferior e transformou sua casa no primeiro templo budista para mulheres, o wat Songdhammakalyani, na província de Nakhon Pathom.
Fez bacharelado em filosofia pela Visva Bharati University; mestrado em religião na Universidade McMaster, no Canadá̃; e doutorado em estudos budistas pela Universidade Maghda, na Índia. Foi professora na Universidade Maha Chula Sangha e na Universidade Thammasat, na Tailândia, onde lecionou Religião e Filosofia.
Em fevereiro de 2001, viajou para Sri Lanka para se ordenar como Bhikkhuni (monjas budistas), pois na Tailândia é proibido, desde 1928, mulheres se ordenarem como monjas. Dhammananda foi ordenada em 2003 e retornou para a Tailandia. É muito criticada por líderes budistas tailandeses. Em 2017 foi impedida, pelo Conselho de Anciãos Sangharaja tailandês, de prestar homenagens ao falecido rei Bhumibol no Grande Palácio, pois o Conselho não reconhece monges mulheres. Atualmente, Dhammananda é abadessa do wat Songdhammakalyani e é chamada por seus seguidores de Luang Mae (Mãe Reverenciada).
Dhammananda também escreveu 40 livros sobre mulheres e o budismo, e possuía seu próprio Talk Show em rede nacional, o Dharma Talk.

## Obras
- 1991 - Thai Women in Buddhism.[4]
- 2004 - Bhikkhuni: The Reflection of Gender in Thai Society.[4]
- 2004 - Happiness in the Making.[4]